# Prilepac
Prilepac (cyr. Прилепац) – wieś w Serbii, w okręgu jablanickim, w gminie Vlasotince. W 2011 roku liczyła 429 mieszkańców.